# Metasphaerolaimus crassicauda
Metasphaerolaimus crassicauda is een rondwormensoort. De wetenschappelijke naam van de soort is voor het eerst geldig gepubliceerd in 1975 door Freudenhammer.